# Claude Rémusat
Pour les articles homonymes, voir Rémusat.
 (août 2019).
Si vous disposez d'ouvrages ou d'articles de référence ou si vous connaissez des sites web de qualité traitant du thème abordé ici, merci de compléter l'article en donnant les références utiles à sa vérifiabilité et en les liant à la section « Notes et références ».
Claude Rémusat est un peintre français, né à Paris le 21 novembre 1896 et mort dans la même ville le 8 avril 1982.

## Biographie

### Ses premières années
Claude Rémusat est le petit-fils du flûtiste de renom Jean Rémusat (1815-1880), créateur et chef de l'Orchestre symphonique de Shanghai. C'est en Chine, où son père, haut fonctionnaire de l'administration des douanes, est en poste, qu'il passe la plus grande partie de son enfance.
Engagé volontaire dès 1914, il entre en 1919 aux Beaux-Arts de Paris et à l'Académie Colarossi où il est l'élève de Bernard Naudin. Il expose au Salon de la Société nationale des beaux-arts en 1922. Après plusieurs années passées à Berlin comme attaché à la commission des réparations, il est présent à l'Exposition universelle de 1937 où il reçoit le grand prix des arts graphiques.
Ses années parisiennes lui permettent de peindre un grand nombre de scènes de rue et de s'intéresser à des mondes secrets comme celui du travail, que ce soit dans le métro ou dans les coulisses des théâtres.

### Famille
Claude Rémusat, eut un premier enfant, avec Isobel Hugues (artiste), une fille prénommée Marie-France (Maria Remusat ) qui devint chanteuse. Cette dernière, ayant épousé le chef d'orchestre Raymond Lepers, est la mère de l'animateur Julien Lepers. Puis il  épouse Denise Rémion, illustratrice aux Éditions Desclée de Brouwer. Ils eurent deux enfants, Véronique et Thibault  .

### La Seconde Guerre mondiale
Retiré à Saint-Jean-le-Thomas, dans la baie du Mont-Saint-Michel, pendant la Seconde Guerre mondiale, il installe son chevalet dans les villes et campagnes de Normandie et laisse un grand nombre d'œuvres dédiées aux paysages de la Manche. Parallèlement, la période 1940-1945 le voit nommé conseiller artistique auprès de la Bibliothèque nationale grâce à sa parfaite connaissance des techniques du livre, de l'illustration et de la gravure. 
Sa connaissance de l'anglais lui permet, à la Libération, de devenir interprète dans l'armée du général Patton et de circuler librement dans le camp de l'armée américaine où il peindra la vie quotidienne des GIs.

### Peintre des musiciens
Après la guerre, son œuvre se tourne plus particulièrement vers la musique et il effectue une série de portraits et de grandes gouaches.
Étant aussi graveur, il exécute, depuis la conception jusqu'à la réalisation gravée, les timbres de la Loterie nationale.
Issu d'une famille de musiciens, Claude Rémusat est mélomane de manière naturelle et devient le témoin graphique de tous les artistes qui vinrent jouer à Paris, au théâtre des Champs-Élysées pendant les années 1950 et 1960. Il est toujours présent dans les coulisses et pendant les répétitions, son carnet de dessins sur les genoux, et croque silencieusement les chefs et les solistes qui viennent se produire à Paris.
Il confectionne ainsi, au cours de ces années, cette collection de dessins dont la majorité est contresignée par les artistes qui viennent de se faire portraiturer.
Mélomane et peintre, Rémusat est attiré par les couleurs du ballet en costume. Alors que certains de ses confrères succombent aux tulles vaporeux des tutus de danseuses, lui est amoureux des costumes féeriques du grand opéra et de l'exotisme chatoyant des troupes venues de pays lointains. Ces qualités, liées aux contacts qu'il développe avec tous les musiciens qu'il fréquente, l'amènent à être choisi en 1963 pour illustrer l'album du festival de Bayreuth.
Il témoigne de tout ce qu'habituellement on ne voit jamais : s'il lui arrive de temps en temps de représenter la salle et le public, il dépeint aussi la fosse d'orchestre de Bayreuth, les coulisses du Théâtre des Champs-Élysées ou les séances de répétition. Il porte son regard sur les à côtés, le petit personnel, les cours de chant et le travail des chœurs, l'installation des décors et le repos des artistes. Amoureux du mouvement et de la couleur, il peint le clair-obscur des coulisses sans lumière ou l'immobilité apparente des artistes en attente. 

## Paysagiste, peintre de genre et portraitiste
Claude Rémusat est propriétaire d'une petite maison dans la falaise de Saint-Jean-le-Thomas, en baie du Mont-Saint-Michel. Il s'y retirera pendant la Seconde Guerre mondiale, puis plus tard, pendant ses années de retraite. Il y peint la mer et la campagne : là, comme ailleurs, à Paris ou pendant ses voyages, il aime installer son chevalet dans la rue pour peindre ce qui l'entoure, ce qu'il voit de sa fenêtre ou pendant ses promenades. Alors qu'à Paris il cherche à capter l'animation des rues ou d'endroits clos comme des salles de boxe ou de judo, en Normandie sa palette s'accommode particulièrement bien des gris colorés du paysage. Tout l'attire : aussi bien une promenade en péniche sur le canal Saint-Martin que les portraits des GIs de l'armée Patton qui stationne près de chez lui à la veille de la bataille d'Avranches.
À côté des musiciens qu'il esquisse rapidement dans les salles de concert, Rémusat reçoit en son atelier des amis ou des voisins qui viennent lui faire commande. Il prend alors le temps d'effectuer une peinture calme et posée où il recherche moins le mouvement et la situation que la ressemblance et la fidélité. Sa peinture qui de temps en temps est structurée par de grands traits vigoureux prend alors les douceurs rondes des visages et des corps.

## Œuvres dans les collections publiques
Belgique
- Bruxelles, Bibliothèque royale de Belgique.

États-Unis
- Abilene (Kansas), Eisenhower Presidential Center.
- New Haven, Université Yale, Music Library.

France
- Avranches, musée d'Art et d'Histoire.
- Conflans-Sainte-Honorine, musée de la Batellerie.
- Granville, musée d'Art moderne Richard-Anacréon.
- Nîmes, musée des Beaux-Arts.
- Paris :
  - département des Estampes et de la Photographie de la Bibliothèque nationale de France.
  - musée de l'Armée.
- Sceaux, musée du Domaine départemental de Sceaux.

Italie
- Florence, musée national du Bargello.

Suisse
- Blonay, Fondation Hindemith.
- Lausanne, bibliothèque cantonale et universitaire.

## Expositions
- Claude rémusat , le peintre des coulisses, Saint-Ouen, 2009[1]